# منحنی ویویانی

Viviani's curve: intersection of a sphere with a tangent cylinder

The light blue part of the half sphere can be squared

در ریاضیات، به خصوص هندسه منحنی ویویانی (نام علمی: Viviani's curve) یا پنجره ویویانی (نام علمی:  Viviani's window) به یک منحنی فضایی گفته می‌شود که توسط چهار پنجره بر روی یک گنبد نیم کره‌ای تشکیل می‌شود به طوری که گنبد قابل اندازه گیری باشد. به نام ریاضیدان ایتالیایی، وینچنزو ویویانی نامگذاری شده است